# Prosopocera tippmanni
Prosopocera tippmanni là một loài bọ cánh cứng trong họ Cerambycidae.